# Cruzeiro (1970–1986)
O Cruzeiro, inicialmente denominado Cruzeiro Novo, foi a moeda brasileira que circulou no período entre 15 de maio de 1970 e 28 de fevereiro de 1986.
Este padrão na verdade é a terminação da reforma monetária empreendida quando da aplicação do padrão cruzeiro novo, sendo que a diferenciação é que, por força da lei, a expressão "novo" e o "N", que antecedia o símbolo do cruzeiro (Cr$), foram suprimidos.
Se trata de um padrão que foi criado em virtude da perda de valor do Cruzeiro, moeda que estava em vigor desde 1942 e que sofreu enorme depreciação por conta do aumento da inflação ocorrido por conta da instabilidade política e das contas públicas em descontrole, sendo este um dos supostos fatores a levarem ao golpe de estado em 1964, que viria a resultar na Ditadura militar brasileira que perduraria até 1985.

## História

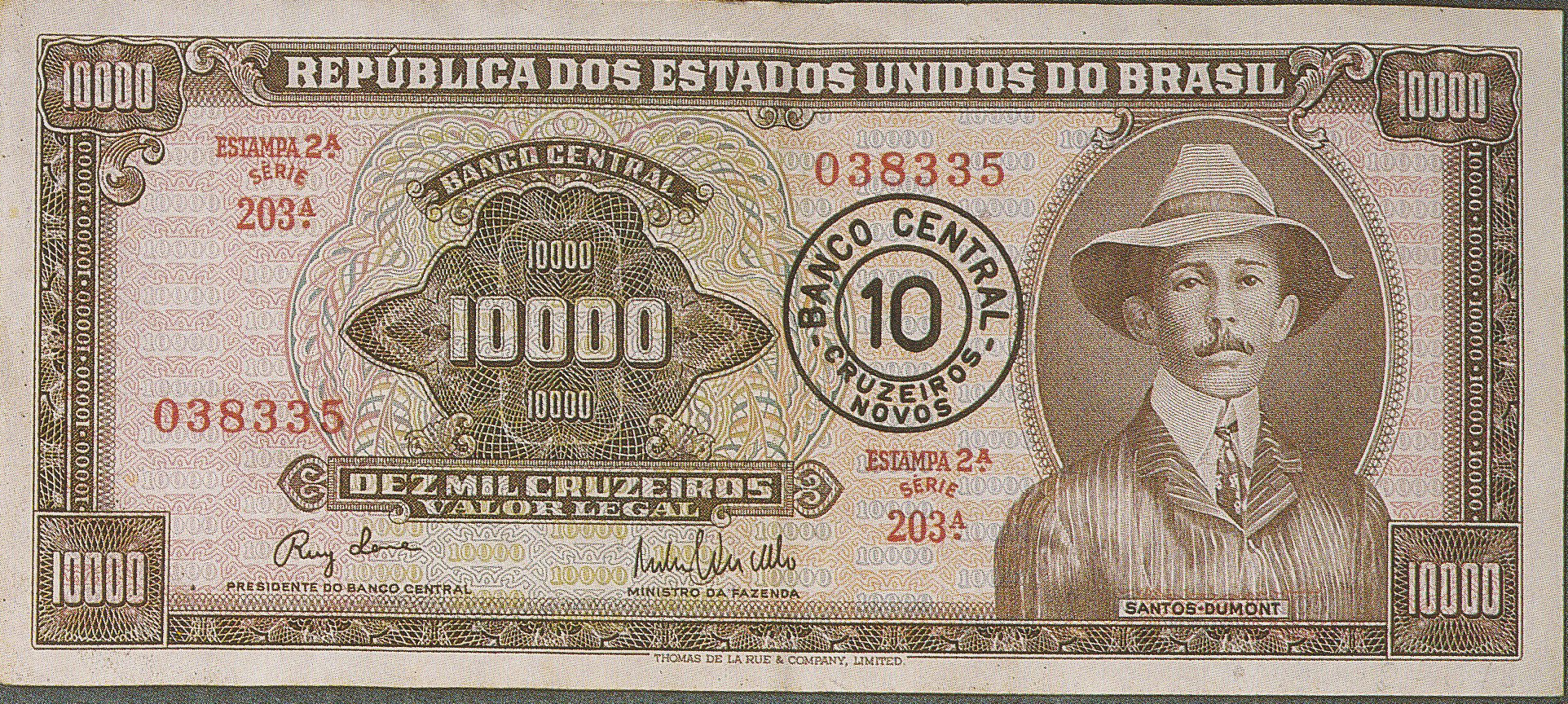
Cédula de 10 000 Cruzeiros do padrão anterior que com a mudança ostenta um carimbo do novo valor, 10 Cruzeiros Novos.

Desde os anos 50, a inflação foi deteriorando fortemente a moeda brasileira, de forma que o antigo padrão cruzeiro perdia cada vez mais o seu valor, com tal processo se acelerando fortemente na primeira metade dos anos 60, se passando de um índice na faixa dos 25% ao ano para a faixa de 80 – 90% ao ano no biênio 1963–1964.
Em tal situação, as cédulas de 1 e 2 cruzeiros, lançadas para minimizar os problemas por conta da falta de metal para a produção de moedas na década de 1940 deixariam de ser emitidas em 1958. As moedas, compostas por um numerário de moedas de 10, 20 e 50 centavos, 1 e 2 cruzeiros tiveram alterações no tamanho, no desenho e na composição em 1956, deixando de ser emitidas em 1961, sendo que a partir de então o sistema monetário do país passaria a ser composto basicamente por cédulas de 5, 10, 20, 50, 100, 200, 500 e 1 000 cruzeiros, que viria a ter também a cédula de 5000 cruzeiros a partir de 1963.
Em 1964, os centavos, já sem valor na prática, foram extintos por força da lei nº 4.511 que previa a substituição das antigas cédulas de valor até 500 cruzeiros por moedas, com a emissão de cédulas limitadas aos valores de 1 000, 5 000 e do ainda não lançado valor de 10 000 cruzeiros.
Em 1965, foi criado o Banco Central do Brasil e por ele foram lançadas as moedas de 10, 20 e 50 cruzeiros.
As duas primeiras moedas eram de alumínio, apresentavam dimensão similar as antigas moedas de 1 e 2 cruzeiros emitidas entre 1942 e 1956, tendo o mesmo anverso de tais moedas, trazendo no reverso os valores 10 e 20 sobrepostos pela palavra cruzeiros tendo abaixo o ano de emissão das moedas. A última foi uma pequena moeda de cuproníquel que trazia no anverso a imagem decorativa da república (similar a que viria a ser colocada nas moedas de 1, 2, 5, 10, 20 e 50 centavos emitidas entre 1967 e 1979) e a denominação "República dos Estados Unidos do Brasil, enquanto que apresentava a esquerda do valor de 50 cruzeiros e da data de emissão um ramo de café, modelo que seria similar ao aplicado na futura moeda de 1 cruzeiro que seria emitida a partir de 1970, que traz o ramo de café a direita do valor.
Tais moedas não foram bem aceitas pela população e o projeto das moedas de 100 e de 200 cruzeiros (similar ao da futura moeda de 20 centavos, só que com a ilustração a esquerda do valor), que viriam a ser lançadas em 1966 foram suspensos, com tais moedas nunca circulando.
No final de tal ano, foi estabelecido o decreto-lei nº 1 que estabelecia até o final de 1967 a mudança da moeda para cruzeiro novo, com paridade estabelecida de 1 cruzeiro novo para 1 000 cruzeiros então circulantes e restabelecia o centavo, já com o objetivo de preparar a Casa da Moeda do Brasil para a emissão das cédulas do novo padrão, dado que as cédulas até então eram produzidas majoritariamente no exterior pela American Bank Note Company e pela Thomas de la Rue.
Em 1966, foi finalmente lançada a cédula de 10 000 cruzeiros prevista na lei nº 4.511, com a imagem de Santos Dumont no anverso e com o voo do mesmo no 14-bis apresentado no reverso, sendo essa a última cédula a ser lançada no antigo padrão cruzeiro.
No mesmo ano foi realizado um concurso para definir o design gráfico das cédulas do cruzeiro novo, certame cujo vencedor foi Aloísio Magalhães com as cédulas do Padrão moiré, com desenhos voltados justamente a dificultar as falsificações.

## Implantação do Cruzeiro Novo
Em fevereiro de 1967, a denominação cruzeiro novo passou a ser transitoriamente a denominação do padrão monetário do Brasil e começaram a ser colocadas em circulação novas cédulas transitoriamente com um carimbo circular apresentando os dizeres "Banco Central" na parte superior do circulo externo do carimbo e o valor numérico no círculo interno, além da denominação em centavos ou cruzeiros novos da cédula na parte inferior do círculo externo do carimbo, se fazendo a transição das cédulas então circulantes para o novo padrão.
Foram carimbadas cédulas de 10, 50 e 100 cruzeiros emitidas pela Thomas de La Rue, 500, 1 000, 5 000 e 10 000 cruzeiros emitidas pela American Bank Note Company, sendo que a partir de 1968 foram emitidas também com o carimbo as cédulas de 10 000 cruzeiros emitidas pela Thomas de La Rue.
Em fevereiro de 1968, as moedas do antigo padrão cruzeiro foram desamoedadas, perdendo o seu valor legal e em agosto do mesmo ano foram colocadas em circulação as novas moedas, com valores de 1, 2, 5, 10, 20 e 50 centavos, com equivalência respectivamente as antigas cédulas de 10, 20, 50, 100, 200 e 500 cruzeiros.
Enquanto isso, eram feitos investimentos no parque gráfico com vistas a preparar a Casa da Moeda do Brasil para permitir que a instituição pudesse atender a demanda pelas novas cédulas que viriam a ser lançadas com os valores de 1, 5, 10, 50 e 100 cruzeiros já sem a palavra "novos", cédulas estas que começaram a ser colocadas em circulação em maio de 1970, a despeito de inicialmente se prever o lançamento das novas cédulas para até o final de 1967.
Por conta dos problemas de natureza logística, as cédulas antigas demoraram um pouco a começarem a ser retiradas de circulação, sendo que as cédulas antigas de 10, 20, 50 e 100 cruzeiros (1, 2, 5 e 10 centavos) tiveram sua perda de valor estabelecida para 1º de outubro de 1970, mas tiveram a sua validade estendida para 30 de junho de 1971 e depois para 30 de junho de 1972, só perdendo o valor nessa data. As cédulas antigas de 200, 500 e 1 000 cruzeiros (20 centavos, 50 centavos e 1 cruzeiro novo) perderam a validade no dia 30 de junho de 1973 e as cédulas antigas de 5 000 e 10 000 cruzeiros (5 e 10 cruzeiros novos) tiveram a sua validade inicialmente limitada a 30 de junho de 1974, mas a cédula antiga de 10 000 cruzeiros (10 cruzeiros novos) teve sua validade estendida até 30 de junho de 1975.

## Cédulas
Inicialmente as cédulas foram compostas por cédulas do antigo padrão carimbadas pelo Banco Central com o valor em cruzeiros novos que foram emitidas entre 1966 e 1968 e lançadas em circulação a partir de 1967 e três famílias de cédulas emitidas principalmente pela Casa da Moeda do Brasil e colocadas em circulação pelo Banco Central entre 15 de maio de 1970 e 28 de fevereiro de 1986 já com novos modelos e com a redenominação para Cruzeiro concluída.

### Provisórias
Foram emitidas na transição da antiga moeda para a nova as cédulas do antigo padrão cruzeiro nos valores de 10, 50 e 100 cruzeiros emitidas pela Thomas de la Rue que receberam os carimbos por parte do Banco Central nos valores de 1, 5 e 10 centavos respectivamente.
Além disso, foram emitidas também para a transição monetária cédulas também do antigo padrão cruzeiro nos valores de 500, 1 000 e 5 000 cruzeiros emitidas pela American Bank Note Company, com carimbos com os valores de 50 centavos, 1 cruzeiro novo e 5 cruzeiros novos respectivamente.
Foram emitidas também as recém-lançadas cédulas de 10 000 cruzeiros com o carimbo de 10 cruzeiros novos por parte das duas empresas emissoras, sendo que apenas uma pequena parte das cédulas emitidas na primeira estampa pela American Bank Note Company não foram carimbadas com os carimbos de equivalência no novo padrão.
Em parte das cédulas de emissão provisória, está presente a grafia errada "MINSTRO" no lugar do termo "MINISTRO", sendo isso um ponto importante a ser notado nas cédulas de tal época, que foram emitidas em caráter emergencial.
As expressões "cruzeiro nôvo" e "cruzeiros novos" estão presentes somente nessa emissão provisória de cédulas carimbadas, sendo que a presença de tal termo em cheques, notas promissórias e outros documentos de tal época foi tão somente com vistas a preparar a transição da moeda antiga para a moeda nova, que viria a ser fabricada pela Casa da Moeda do Brasil e emitida pelo Banco Central do Brasil, sendo posta em circulação a partir de 15 de maio de 1970. Além disso, o símbolo da moeda em tal período (NCr$) já tinha em vista a simplificação para o símbolo usual do Cruzeiro (Cr$) passado o prazo de transição com a população acostumada com a contabilidade baseada na moeda nova.
As cédulas carimbadas com os valores de 1, 5 e 10 centavos vieram a perder o valor em 30 de junho de 1972, juntamente com as cédulas de valor equivalente e da cédula de 20 cruzeiros do antigo padrão que não vieram a ser carimbadas. Em 30 de junho de 1973, vieram a perder o valor as cédulas de 50 centavos e 1 cruzeiro novo, bem como as cédulas equivalentes e a antiga cédula de 200 cruzeiros que também não vieram a ser carimbadas. Em 30 de junho de 1974, o plano era retirar as antigas cédulas de 5000 e 10000 cruzeiros, incluindo aquelas com o carimbo de 5 e 10 cruzeiros novos respectivamente, mas as cédulas de 10000 cruzeiros (incluídas as carimbadas com o valor de 10 cruzeiros novos) vieram a perder o valor apenas em 30 de junho de 1975.

### Concurso para as cédulas da 1ª família do Cruzeiro

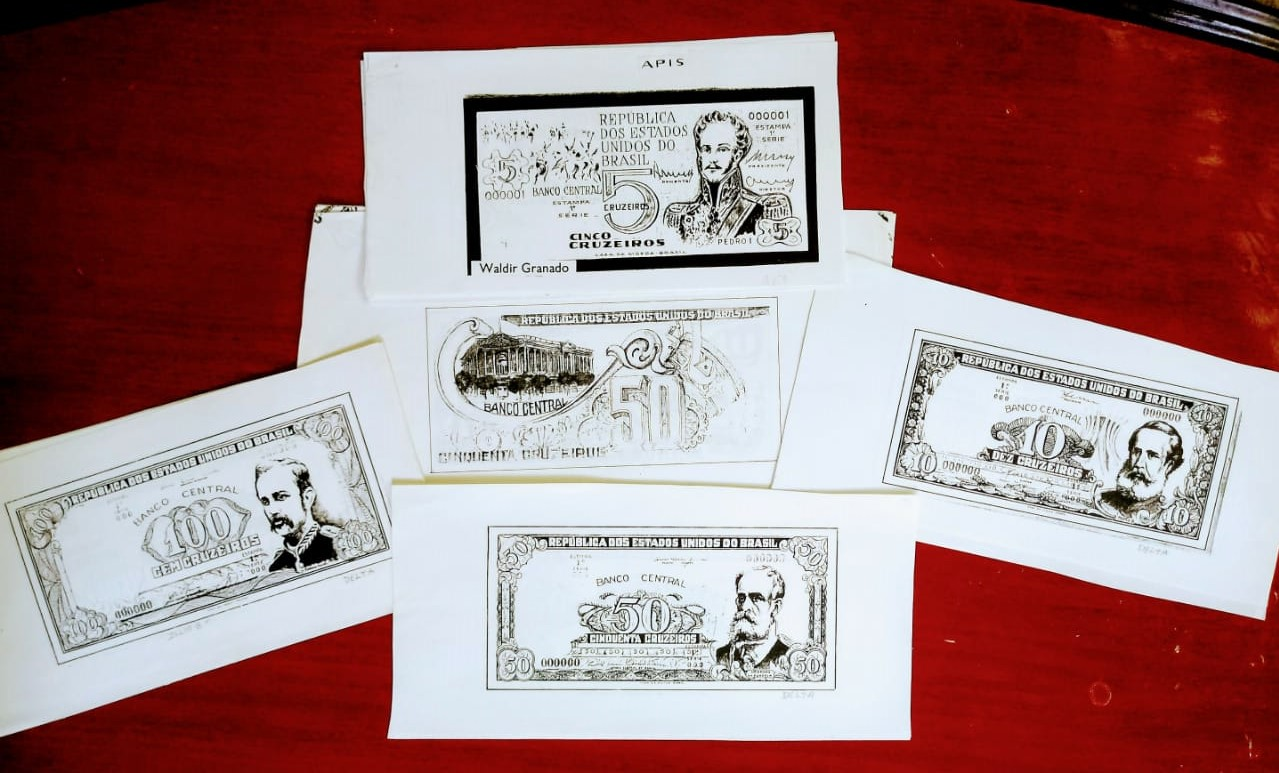
Cédulas que participaram do concurso de 1966 para escolha do padrão Cruzeiro (1970–1986).

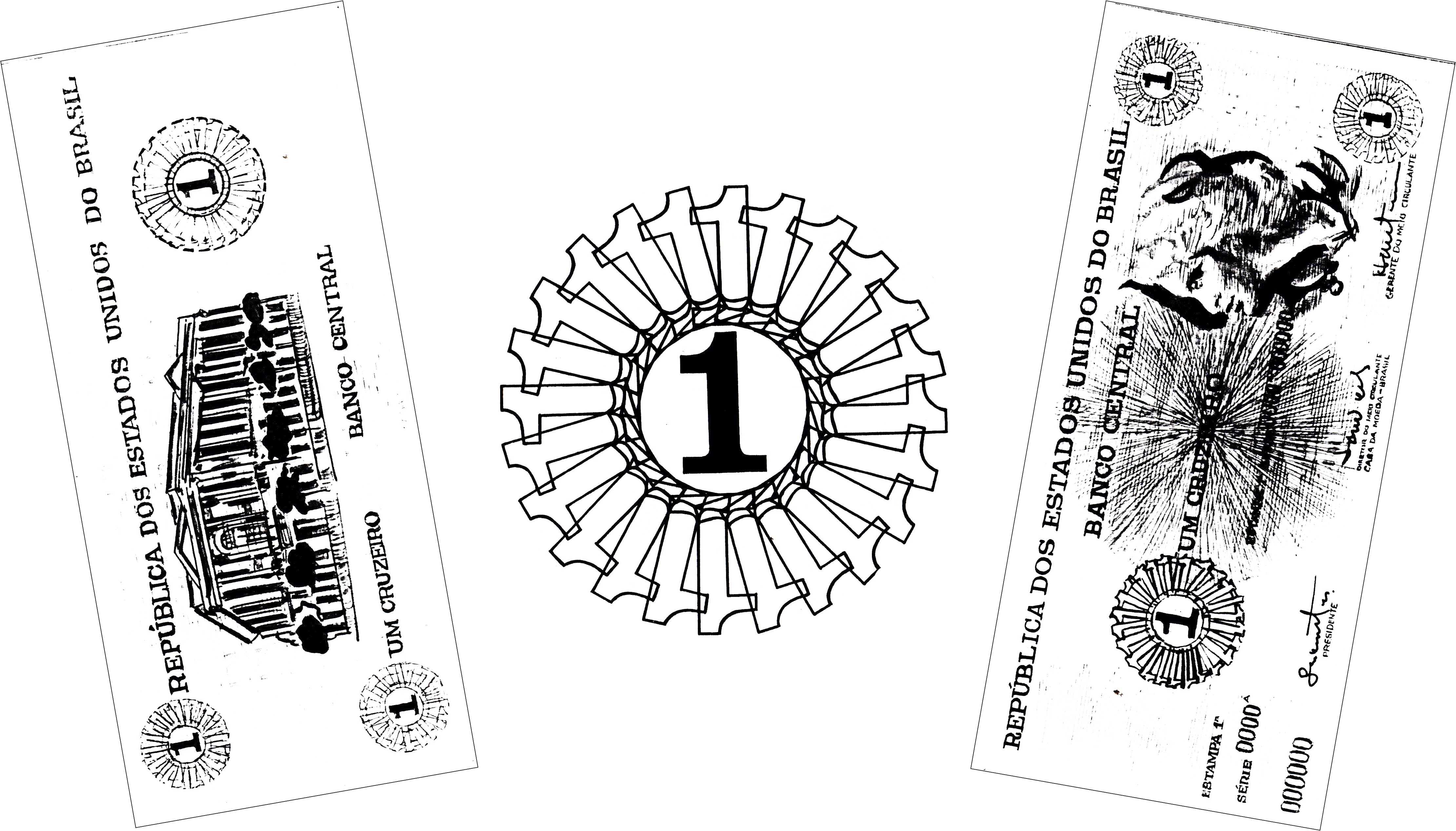
Projeto para a cédula de 1 Cruzeiro do participante Alexandre Wollner.

Em 1966, para o desenvolvimento da primeira família de cédulas que viria a ser emitida pela Casa da Moeda do Brasil e colocada em circulação pelo Banco Central do Brasil, foi realizado um concurso para a escolha da nova série de cédulas com a participação  de vários Designers gráficos, entre eles: Alexandre Wollner, Waldir Gramado, Benedito de Araujo Ribeiro, Petrarca Amenta, Zélio Bruno da Trindade, Gustavo Goebel Wayne Rodrigues, Ludivico Martino. O certame foi vencido por Aloísio Magalhães, cujo trabalho apresentado constitui uma renovação, mas considerando a cultura de emissão brasileira.
No modelo de Aloísio Magalhães, as cédulas de 1, 5, 10, 50 e 100 cruzeiros, passaram a ter tamanhos e cores diferentes, aumentando de tamanho conforme o valor nominal das mesmas.

### 1ª família

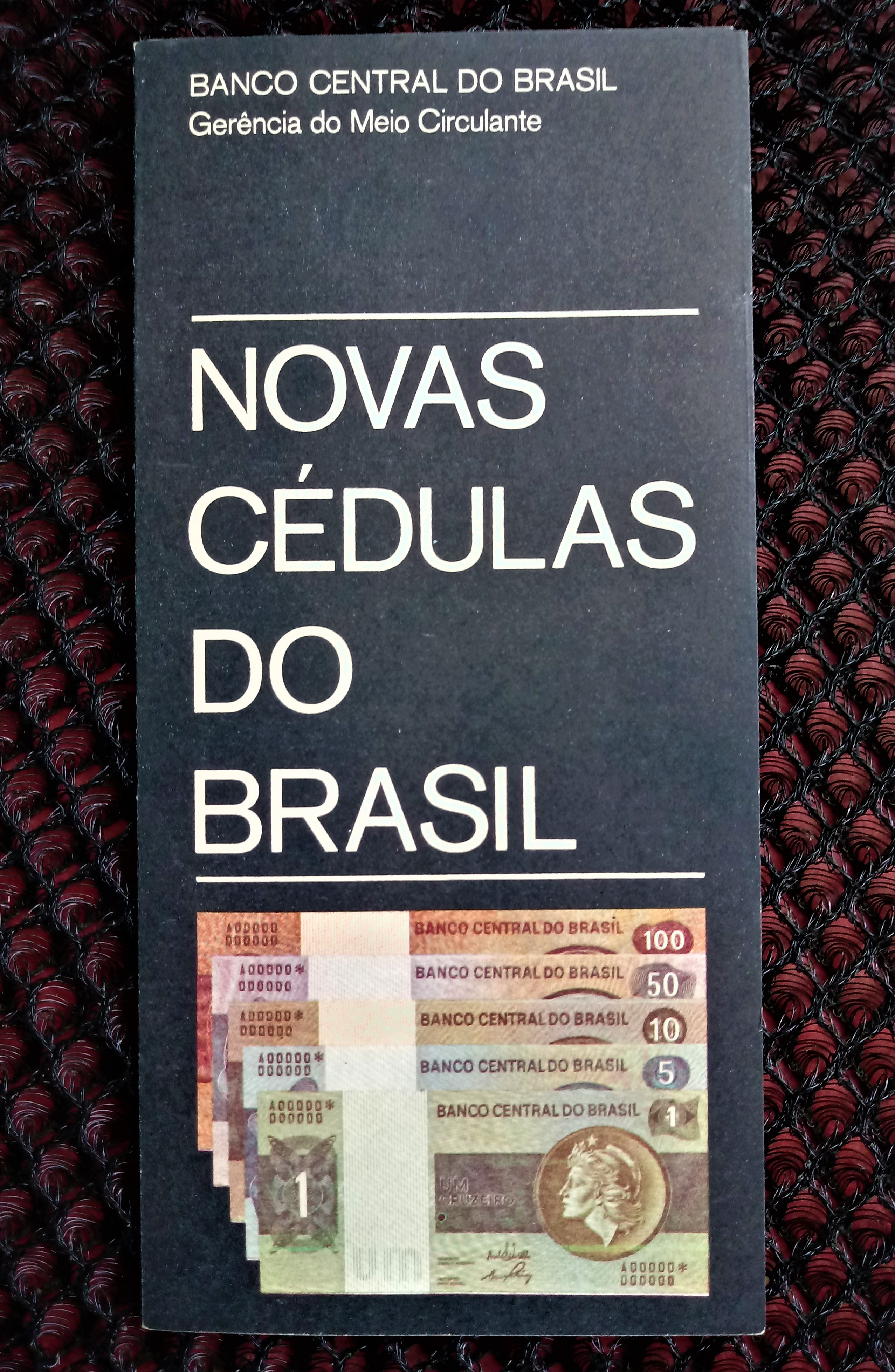
Fôlder de 1970 divulgando a 1ª família das cédulas.

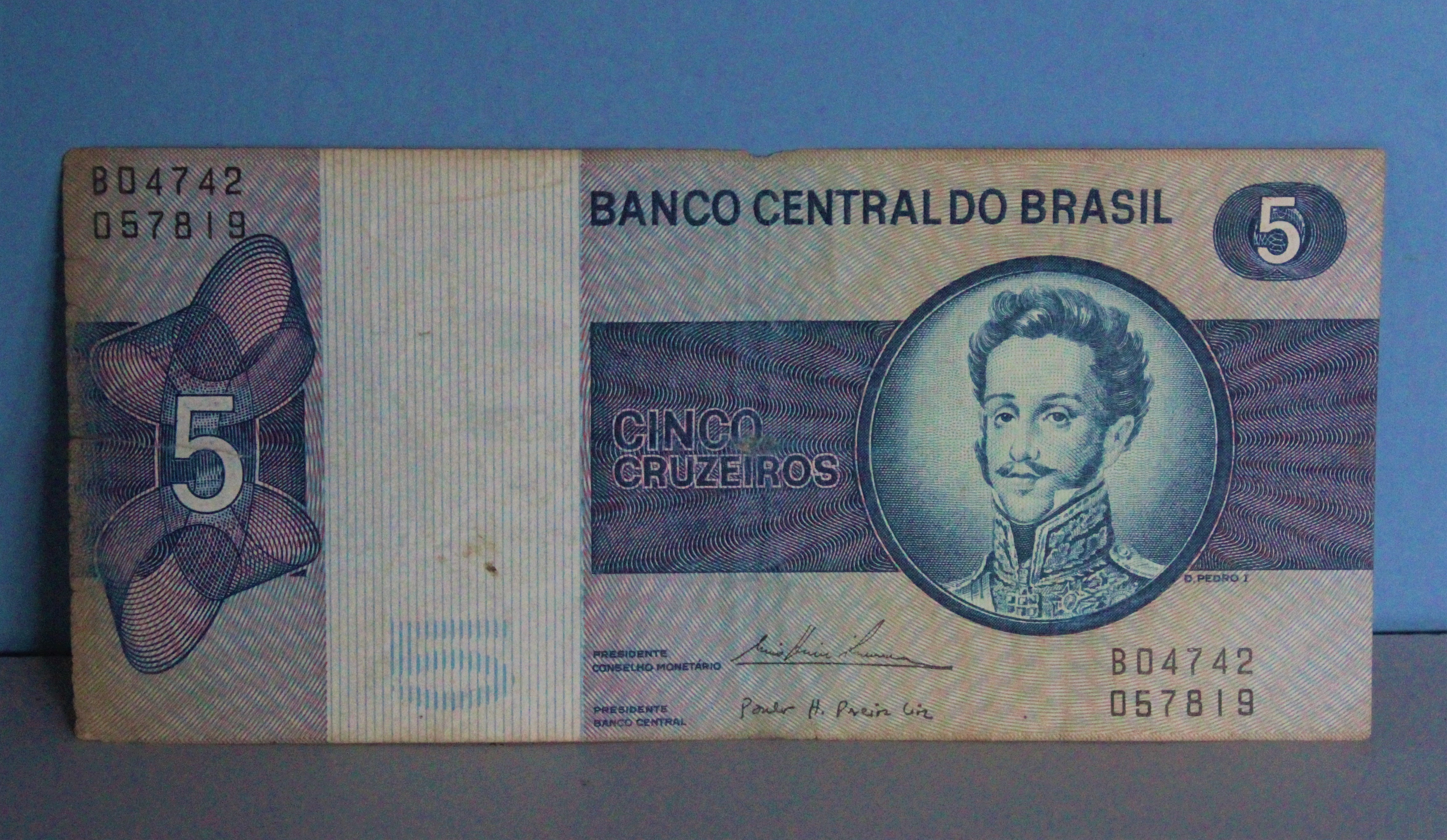
Cinco Cruzeiros da estampa B (1973 - 1980) da primeira família do padrão.

Nesta família, emitida entre 1970 e 1980, foram lançados inicialmente os valores de 1, 5, 10, 50 e 100 cruzeiros.
Em 1972, por ocasião do sesquicentenário da Independência do Brasil, foi lançada a cédula de 500 cruzeiros, que viria a ser o último valor a ser emitido na primeira família.
Ainda no mesmo ano, foi lançada a estampa B da cédula de 1 cruzeiro, ocorrendo o mesmo no ano seguinte com a cédula de 5 cruzeiros (valor pouco emitido na estampa A, a ponto de a maioria das cédulas então em circulação em tal valor serem as antigas cédulas de 5000 cruzeiros com o Tiradentes estampado nas mesmas) e em 1979 com as cédulas de 10 e de 500 cruzeiros, sendo que tais cédulas tinham pequenas diferenças em relação as cédulas inicialmente lançadas na estampa A.
Esta família tinha as cédulas em tamanhos diferentes e era conhecido como padrão moiré, que tinha como grande novidade a visibilidade da marca d'água sob um fundo branco listrado na nota.
As mudanças tinham como objetivo dificultar a falsificação, problema disseminado entre as cédulas do padrão anterior.
No entanto, por conta da gradual perda de valor dessas cédulas decorrente da inflação, elas foram gradualmente substituídas pelas cédulas e pelas moedas da 2ª família, com as cédulas até 50 cruzeiros perdendo o valor definitivamente em 1984.
A cédula de 1 cruzeiro desta família foi a cédula mais emitida entre as emitidas no período anterior ao Plano Real, sendo colocadas mais de 2 bilhões de cédulas deste valor em circulação no decorrer dos anos 70, somadas as estampas A e B de tal cédula, sendo que as últimas cédulas de tal valor vieram a circular concomitantemente com as moedas de 1 cruzeiro da segunda família, que viria a ser lançada em 1979.

### 2ª família
Esta família, também projetada por Aloísio Magalhães, tem como padrão a cédula de 1 000 cruzeiros lançada em 1978 e que teria sido inspirada nas cartas de baralho, tendo o interesse implícito de facilitar o seu manuseio nos caixas, sendo seu formato inspirado nas famosas cartas de baralho.
A curiosidade das cédulas desta família é que essa é a única família de cédulas antes da segunda família de cédulas do real a ter o número de série no reverso da cédula.
A partir de 1981, foram lançadas novas cédulas emitidas baseadas no modelo desta nota, nos valores de 100, 200, 500 e 5 000 cruzeiros, bem como uma versão modificada da cédula de 1 000 cruzeiros, sendo que elas só foram começar a sair de circulação quando da transição para a terceira família, que viria a antecipar os traços do Cruzado, que viria a ser o substituto do Cruzeiro então existente.
Tais cédulas foram as primeiras a trazer o tamanho padronizado de 154 x 74 mm, que viria a ser o padrão das dimensões das cédulas brasileiras até o lançamento das cédulas do Cruzado Novo em 1989.
As cédulas dessa família com valor até 500 cruzeiros vieram a perder o valor em 1987, enquanto que as cédulas de 1 000 e 5 000 cruzeiros perderam seu valor legal quando do lançamento do Cruzado Novo.

### 3ª família
Em 1984, foram lançados os primeiros modelos de cédulas depois do falecimento do Aloísio Magalhães, que viriam a ser pertencentes a última família de cédulas do cruzeiro, sendo que inicialmente foram emitidas as primeiras cédulas de 10 000 e de 50 000 cruzeiros em tal família. No ano seguinte, a família seria completada com a cédula de 100 000 cruzeiros e apesar de haver o projeto de lançamento de uma cédula no valor de 500 000 cruzeiros, tal cédula não veio a ser lançada por conta do Plano Cruzado.
Estas cédulas tem um modelo bastante diferente das da família anterior. No entanto mantiveram o mesmo tamanho de 154 x 74 mm presente em tais cédulas então em circulação.
Vale lembrar que em 1986, por ocasião do Plano Cruzado as cédulas dessa família foram reaproveitadas e emitidas com um carimbo circular com os valores respectivos de 10, 50 e 100 cruzados.
Apesar do plano governamental ser de que estas cédulas circulassem apenas até 1987, estas cédulas continuaram a ser utilizadas no dia-a-dia, sendo que quando do Plano Collor, ainda havia cédulas desta família em circulação, a despeito de a resolução 1565 (que instituiu o Cruzado novo) do Conselho Monetário Nacional determinar que tais cédulas seriam desmonetizadas a partir de 31 de dezembro de 1989.

## Moedas
Assim como as cédulas, as moedas se dividem em três famílias, além de emissões comemorativas que trazem diferenças em relação as moedas então circulantes. Neste artigo pontilharemos as moedas regulares e as emissões comemorativas a parte.

### 1ª família
As moedas desta família se constituíam nas moedas com a denominação "centavo" emitidas a partir de 1967 e colocadas em circulação a partir de 1968 e na moeda de 1 cruzeiro, que passou a ser emitida a partir de 1970, sendo emitidas apenas algumas moedas de prova com a data de 1967, sendo geralmente colocadas em uma carteira de moedas de prova com o nome "Novas Moedas do Brasil" com a informação de que a moeda de 1 cruzeiro viria a ser lançada juntamente com as cédulas "definitivas" do novo padrão monetário, que viria a ser a primeira família das cédulas do cruzeiro "novo" a serem emitidas principalmente pela Casa da Moeda do Brasil.
A partir de 1974, as moedas até 20 centavos passaram a ser emitidas em aço inoxidável, sendo que em 1975 a moeda de 50 centavos também passou a ser emitida neste metal, sendo que a de 1 cruzeiro passou a ser emitida em cuproníquel.
As moedas regulares de 1, 2 e 5 centavos foram emitidas com as datas de 1967, 1969 e 1975, enquanto que as moedas de 10 centavos foram emitidas com as datas de 1967, 1970 e de 1974 a 1979. As moedas de 20 e 50 centavos foram emitidas com as datas de 1967, 1970 e de 1975 a 1979. A moeda de 1 cruzeiro regular foi emitida com as datas de 1970 e de 1974 a 1978, sendo as datas de 1977 e 1978 bastante raras nessa família de moedas.
As moedas de 1, 2 e 5 centavos perderam o valor legal ao final do ano de 1980. As moedas de 10, 20, 50 centavos perderam o valor com a extinção do centavo em 1984 e a moeda de 1 cruzeiro perdeu o valor quando da entrada do cruzado em circulação.

### Emissões comemorativas
Em 1972, por ocasião do sesquicentenário da Independência do Brasil, foram lançadas moedas comemorativas em ouro (300 cruzeiros), Prata (20 cruzeiros) e de Níquel (1 cruzeiro).
Em 1975, foi lançada a moeda comemorativa de 10 cruzeiros em prata ressaltando os 10 anos da fundação do Banco Central do Brasil, bem como as emissões de moedas comemorativas da FAO nos valores de 1, 2 e 5 centavos, emissões que perduraram até 1978.
As moedas comemorativas da FAO nos valores de 1, 2 e 5 centavos viriam a perder o valor legal a partir de 31 de dezembro de 1980. As moedas comemorativas em prata, a despeito de terem um valor metálico e numismático muito maior que o valor de face, vieram a perder o valor legal a partir de 30 de junho de 1987 e a moeda comemorativa em ouro, também com um valor metálico e numismático muito maior do que o valor de face, veio a perder o valor com o lançamento do Cruzado Novo em 1989.

### 2ª família
As primeiras moedas desta família foram lançadas em 1979, nos valores de 1 centavo e de 1 cruzeiro com o feijão-soja e a cana-de-açúcar de temas respectivamente.
Em 1980, tais moedas foram sucedidas pelas moedas de 5 cruzeiros que trazia o café como tema e 10 cruzeiros que tem como tema o plano de integração rodoviária das regiões do país. Em 1981, a série de moedas foi completada com as moedas de 20 cruzeiros trazendo o risco original da Igreja de São Francisco de Assis em São João Del Rei e a moeda de 50 cruzeiros, que traz o traçado original do Plano Piloto de Brasília.
Apesar de ter havido o projeto de emissão de moedas nos valores de 10 e 50 centavos nessa família, tais moedas nunca foram colocadas em circulação por conta da forte depreciação do cruzeiro em especial na virada da década de 70 para a década de 80, sendo emitida apenas uma quantidade limitada de moedas de prova, raras e limitadas ao meio numismático.
As moedas de 1 centavo foram emitidas em lotes de poucos milhares até 1983, sendo que no ano seguinte, o centavo deixaria de existir no padrão cruzeiro, sendo que as emissões regulares das moedas de 1 e 5 cruzeiros perduraram até 1984 e nos valores de 10, 20 e 50 cruzeiros até 1986.
Em 1985, a exemplo do que foi feito em 1975 com as moedas de 1, 2 e 5 centavos, foi emitida uma série especial da FAO com as moedas nos valores de 1 e 5 cruzeiros.
As moedas de 1 e 5 cruzeiros perderam o valor quando da adoção do Plano Cruzado, sendo que as restantes perderam o seu valor legal em junho de 1987.

### 3ª Família
Em 1985 e 1986, foram cunhadas moedas nos valores de 100, 200 e 500 cruzeiros, onde no anverso das moedas foram emitidas as Armas Nacionais, também conhecidas como Brasão Nacional.
A exemplo do que ocorreu no caso das cédulas da terceira família emitidas a partir de 1984, as moedas também já antecipavam o modelo das moedas que viriam a ser lançadas no padrão posterior, também conhecido como Cruzado.
Estas moedas, a exemplo das moedas de 10, 20 e 50 cruzeiros da família anterior, vieram a perder o valor em junho de 1987.

## Moedas
| Valor | Cara | Coroa | Cara | Coroa | Cara | Coroa                                 |
| ----- | ---- | ----- | ---- | ----- | ---- | ------------------------------------- |
| 1     |      |       |      |       |      | Moeda de 1 cruzeiro de 1981 - reverso |
| 1     | 1972 | 1972  | 1975 | 1975  | 1981 | 1981                                  |
| 5     |      |       |      |       |      |                                       |
| 1981  |      |       |      |       |      |                                       |
| 50    |      |       |      |       |      |                                       |
| 1985  |      |       |      |       |      |                                       |

## Base legal da nova moeda
Este novo padrão monetário foi estabelecido pelo Decreto-lei nº 1, de 13 de novembro de 1965 (D.O.U. de 17 de novembro de 1965), e regulamentado pelo Decreto nº 60.190, de 8 de fevereiro de 1967 (D.O.U. de 9 de fevereiro de 1967), equivalente a mil cruzeiros "antigos" e restabelecendo o centavo.
O Conselho Monetário Nacional, pela Resolução nº 47, de 8 de fevereiro de 1967, estabeleceu a data de 13 de fevereiro de 1967 para início de vigência do novo padrão.
No entanto, na mesma resolução, já estava prevista a renomeação da moeda para Cruzeiro e a adoção do símbolo Cr$ para a mesma, coisa que foi ocorrer de fato apenas em 1970, por meio da resolução nº 144 do Conselho Monetário Nacional.
Exemplo: Cr$ 2 750 (dois mil, setecentos e cinquenta cruzeiros) passou a expressar-se NCr$ 2,75 (dois cruzeiros novos e setenta e cinco centavos) em 1967 e depois para Cr$ 2,75 (dois cruzeiros e setenta e cinco centavos) em 1970.[carece de fontes?]